# Makoto Sumikawa
 (décembre 2024).
Si vous disposez d'ouvrages ou d'articles de référence ou si vous connaissez des sites web de qualité traitant du thème abordé ici, merci de compléter l'article en donnant les références utiles à sa vérifiabilité et en les liant à la section « Notes et références ».
Makoto Sumikawa (澄川 真琴, Sumikawa Makoto), née Takayo Sunagawa le 31 mars 1964 à Osaka, au Japon, devenue Takayo Sumikawa après son mariage avec Shingo Sunagawa et aussi connue sous le nom de Jun Koyamaki (高野槇 じゅん, Kōyamaki Jun), est une actrice japonaise.
Elle a notamment joué le rôle de Diana dans la série Spielvan.